# Ingvild Gåskjenn
Ingvild Gåskjenn (* 1. Juli 1998 in Horten) ist eine norwegische Radrennfahrerin.

## Sportlicher Werdegang
Als Juniorin war Gåskjenn 2014 norwegische Landesmeisterin im Cyclocross. Im Jahr darauf gewann sie den Titel im Straßenrennen und war jeweils Zweite im Cyclocross und im Cross-Country-Mountainbike. 2017, mit Ablauf ihrer Juniorenzeit, wurde sie Profi bei Hitec Products, einem norwegischen UCI Women’s Team. In der U23-Zeit waren ihre bemerkenswertesten Resultate zwei dritte Plätze bei norwegischen Meisterschaften (2019, 2021) und ein dritter Platz bei Kreizh Breizh 2019, einem weniger bedeutenden französischen Etappenrennen.
2022 erzielte Gåskjenn mehrere Top-10-Resultate in Etappenrennen wie der Thüringen-Rundfahrt, der Tour de Suisse oder der Women’s Tour. Mit diesen Empfehlungen erhielt sie ab 2023 einen Zwei-Jahres-Vertrag bei Jacyo AlUla, einem WorldTeam. Ihr mit Abstand bedeutendstes Resultat erzielte sie beim Amstel Gold Race 2024, wo sie im Sprint hinter Marianne Vos und Lorena Wiebes Dritte wurde.
Zur Saison 2025 kehrte Gåskjenn in ihre Heimat zurück und wurde Mitglied im Team Uno-X Mobility. Auf der dritten Etappe der Setmana Ciclista Valenciana 2025 verpasste sie als Zweite nur knapp den Sieg.
Gåskjenn vertrat ihr Land seit 2015 regelmäßig bei Welt- und Europameisterschaften. Ihr bestes Resultat darin war der fünfte Platz im Straßenrennen bei den Europameisterschaften 2024. Bei den Olympischen Sommerspielen 2024 in Paris startete sie m Straßenrennen und belegte den 21. Platz.

## Erfolge
2014
 Norwegische Meisterin – Cyclocross (Junioren)
2015
 Norwegische Meisterin – Straßenrennen (Junioren)